# Instantní film

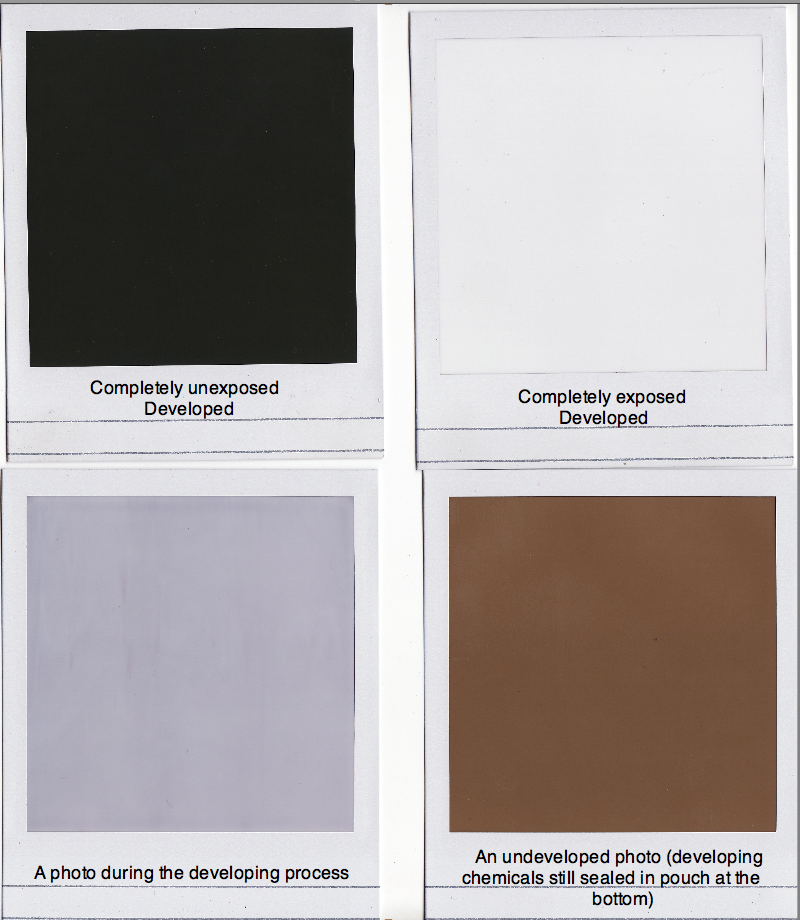
Různé fáze instantního filmu

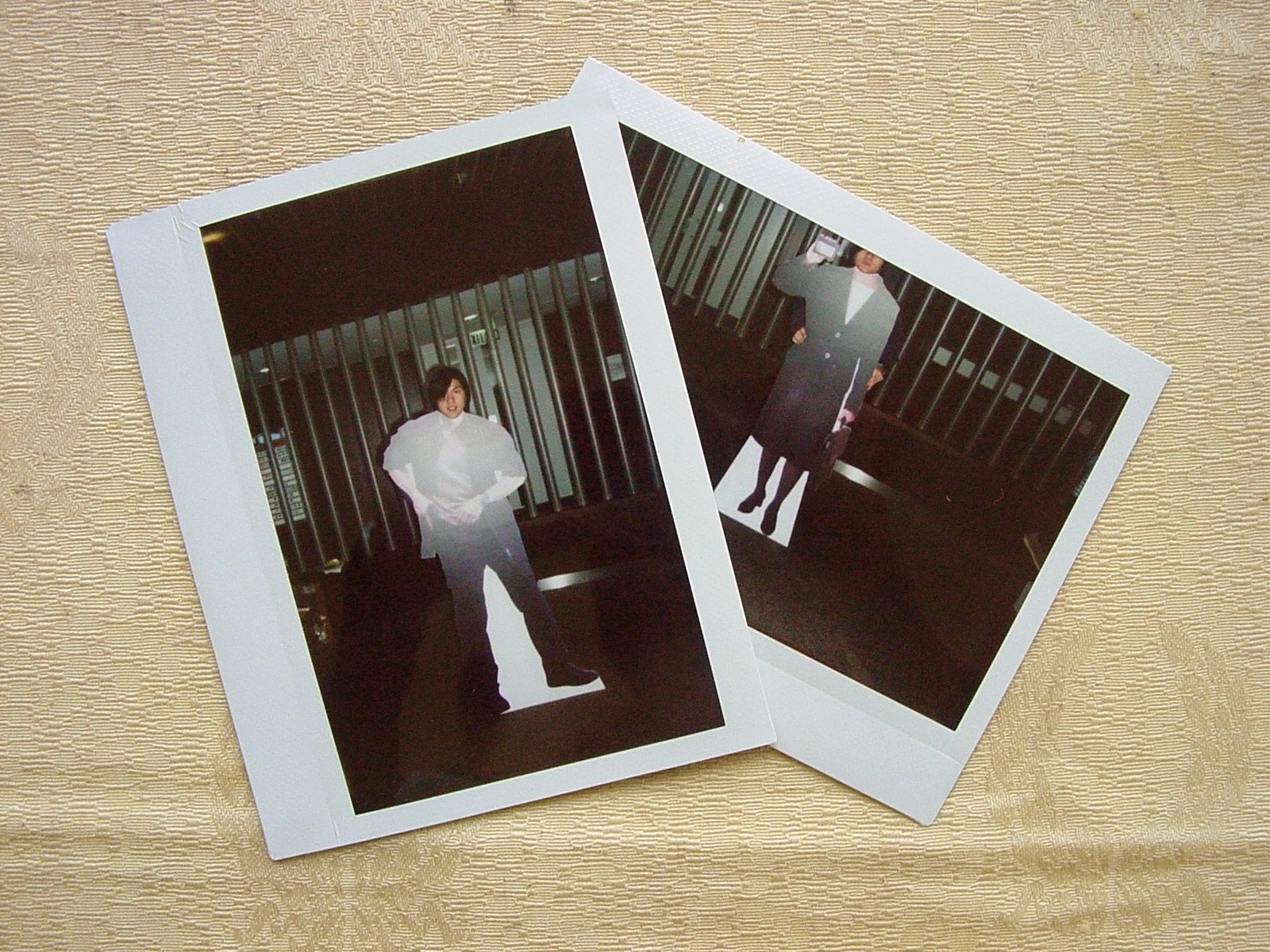
Dvě fotografie na instantním filmu

Instantní film, neboli okamžitý film je fotografický film vyvinutý společností Polaroid Corporation v pozdních čtyřicátých letech 20. století. Poskytuje fotografie během několika sekund nebo minut od pořízení obrázku, s použitím fotografického přístroje navrženého speciálně pro tento účel. V instantním filmu jsou emulze a zpracovávající chemické látky spojeny v obsažené obálce nebo na samotném fotografickém papíru. Expozice, vyvolání i kopie na speciální papír se odehrávají uvnitř těla fotoaparátu. Polaroid, vůdčí výrobce tohoto typu filmu, používá běžnou emulzi halogenidů stříbra. Po expozici a vytvoření negativního obrazu je negativ stlačen s fotografickým papírem a chemickými reaktanty, závojové činidlo přenese negativní obraz do fotografického papíru, čímž vytvoří jeho pozitivní obtisk. Také v 35milimetrovém formátu se vyrábí množství instantních filmů, a to jak černobílých, tak barevných.